# Palamós CF
A Palamós CF, teljes nevén Palamós Club de Fútbol egy spanyol labdarúgócsapat. A klubot 1898-ban alapították, jelenleg a negyedosztályban szerepel.

## Története
Az ország egyik legrégebbi klubját 1898-ban alapította Gaspar Matas i Danés, aki angliai tanulmányai alatt ismerkedett meg a labdarúgással. Később többször nevet változtatott, jelenlegi nevét 1941 óta használja.
Sokáig alsóbb osztályokban szerepelt, másodosztályú bemutatkozására az 1989-90-es szezonban került sor. Ekkor egészen az utolsó fordulókig esélye volt az első osztályú tagság kivívására, végül nyolcadikként zárt. Később, bár még öt évig a másodosztályban játszott, ezt az eredményt sohasem sikerült megismételnie.
1995 óta egy-egy szezon kivételével folyamatosan a negyedosztályban szerepel.

## Statisztika
| Szezon  | Osztály | Poz. | Copa del Rey |
| ------- | ------- | ---- | ------------ |
| 1987/88 | 3ª      | 1.   |              |
| 1988/89 | 2ªB     | 1.   |              |
| 1989/90 | 2ª      | 8.   |              |
| 1990/91 | 2ª      | 16.  |              |
| 1991/92 | 2ª      | 14.  |              |
| 1992/93 | 2ª      | 14.  |              |
| 1993/94 | 2ª      | 13.  |              |
| 1994/95 | 2ª      | 17.  |              |
| 1995/96 | 3ª      | 4.   |              |
| 1996/97 | 3ª      | 1.   |              |
| 1997/98 | 3ª      | 2.   |              |
| 1998/99 | 2ªB     | 19.  |              |

| Szezon  | Osztály | Poz. | Copa del Rey |
| ------- | ------- | ---- | ------------ |
| 1999/00 | 3ª      | 5.   |              |
| 2000/01 | 3ª      | 4.   |              |
| 2001/02 | 3ª      | 1.   |              |
| 2002/03 | 2ªB     | 12.  |              |
| 2003/04 | 2ªB     | 20.  |              |
| 2004/05 | 3ª      | 12.  |              |
| 2005/06 | 3ª      | 16.  |              |
| 2006/07 | 3ª      | 9.   |              |
| 2007/08 | 3ª      | 6.   |              |
| 2008/09 | 3ª      | 17.  |              |
| 2009/10 | 3ª      | 12.  |              |
| 2010/11 | 3ª      | —    |              |

## Ismertebb játékosok
- Carlos Alfaro Moreno
- Toni Lima
- Armindo
- Juan Epitié
- Vlagyiszlav Lemis
- Dušan Mijić
- David Belenguer
- Diego Orejuela
- Juan Carlos Rojo

## Külső hivatkozások
- Hivatalos weboldal (katalánul)
- Futbolme (spanyolul)
- Penya Sport, szurkolói oldal (katalánul)
- Penya Barnagroga, szurkolói oldal (spanyolul)